# IE Tab
IE Tab é uma extensão para os navegadores Google Chrome, Mozilla Firefox, Flock e SeaMonkey. IE Tab permite que usuários vejam páginas usando o modo de visualização do Internet Explorer, dentro do Firefox. Isto é útil para ver páginas que funcionam apenas no Internet Explorer (e.g. Windows Update) sem sair do Firefox. Páginas vistas pela extensão IE Tab vão ser gravadas no histórico, cache e outros, como se fosse visto direto pelo Internet Explorer.